# Голштинская партия

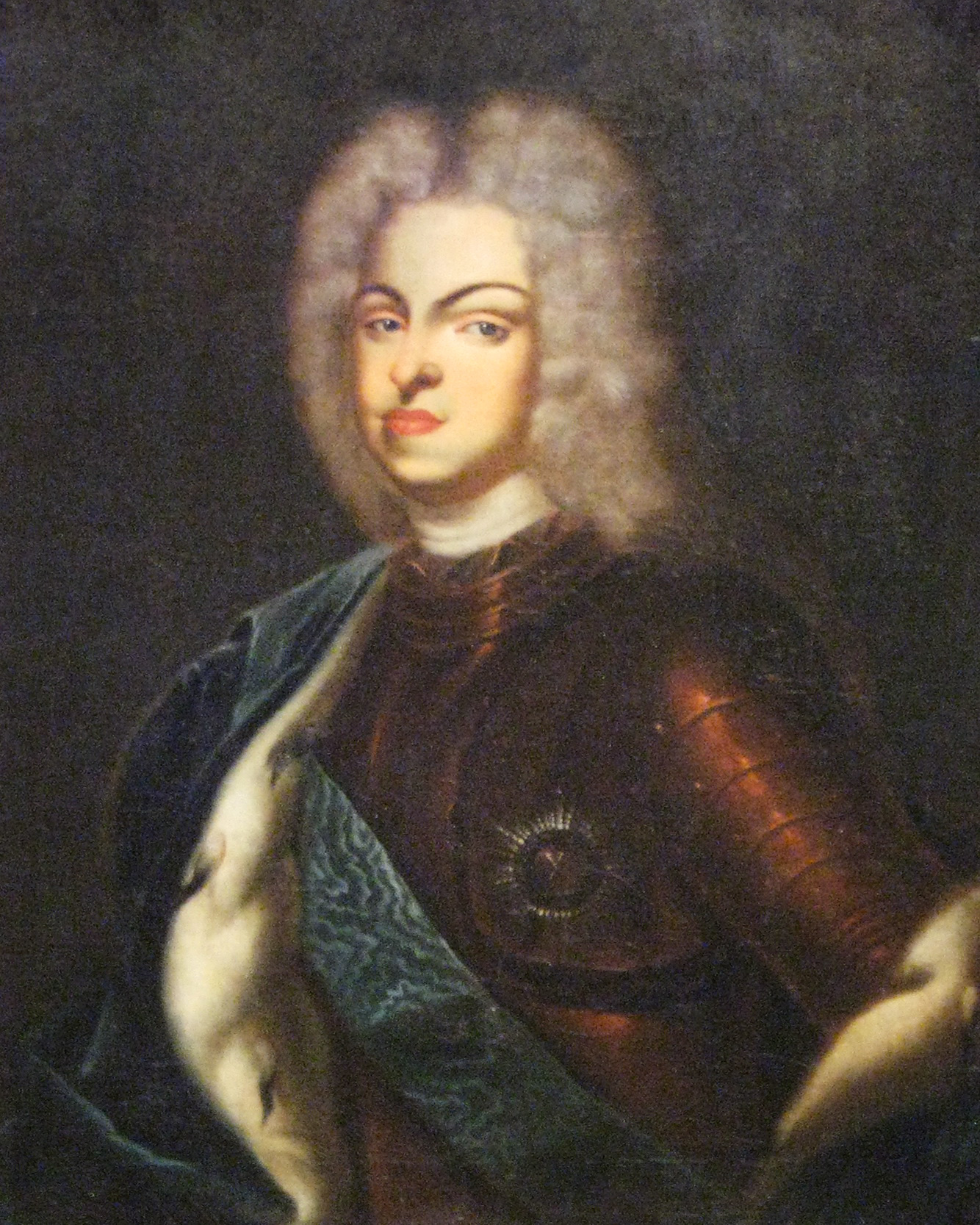
Карл Фридрих Голштинский

Голштинская партия (швед. Holsteinska partiet) — шведская политическая группировка, возникшая после смерти Карла XII с целью поддержки притязаний голштинского герцога Карла Фридриха на корону Швеции.
Поскольку первоначально партия состояла из небольшого числа сторонников герцога, которые находились на голштинской службе или же имели какие-либо личные связи с голштинским двором, то на риксдагах 1719 и 1720 гг. она не играла сколько-нибудь заметной роли. Однако в последующие годы значение партии резко выросло, чему способствовала боязнь усиления власти короля Фредрика I, а также те близкие отношения, которые сложились у герцога с Россией. Пётр I умело пользовался притязаниями герцога, чтобы вмешиваться в политику скандинавских держав, и всячески поддерживал голштинскую партию.
На риксдаге 1723 г. сторонники герцога Голштинского добились для него титула «королевского высочества» и ежегодной пенсии, что было своего рода неофициальным обещанием при следующих королевских выборах избрать его королём. Вакантные места в риксроде в это время были заполнены «голштинцами», и после закрытия риксдага они стали оказывать значительное влияние на шведское правительство.
В 1724 г. Швеция заключила с Россией договор о дружбе, в котором обе державы обязались содействовать возвращению герцогу Шлезвига. Обручение Карла Фридриха с дочерью Петра I Анной вызвало в шведской общественности недовольство, но одновременно придало ему и большего веса. Вступление на русский престол Екатерины I и брак с русской цесаревной ещё более усилили позиции герцога. Новая императрица объявила о своём желании с оружием в руках отобрать Шлезвиг у Дании. Шведские сторонники герцога питали самые смелые надежды. Ходили слухи, что императрица готова изменить порядок престолонаследия в России в пользу герцога или, по крайней мере, передать ему прибалтийские провинции.
Вокруг голштинского герцога вертелось множество самых разнообразных проектов, имевших целью возвращение Швеции её былого величия. «Голштинцы», заседавшие в риксроде, в 1725 г. даже отправили в Россию с чрезвычайным посольством одного из своих лидеров — Йосиаса Седеръельма, который по возможности должен был, воспользовавшись нестабильной ситуацией в правящих российских кругах, добиться выгод для Швеции.
Усиление голштинской партии, её зависимость от России, а также опасения, что Швеция через это может быть втянута в войну, привели к консолидации лиц, не одобрявших её авантюристическую политику. Президент Канцелярии А.Горн, поддерживаемый королём, а также английским и французским министрами, постепенно стал собирать вокруг себя противников «голштинцев».
Седеръельм был в 1726 г. отозван из России, кроме того, Горну удалось настоять на акцессии Швеции к Ганноверскому союзу, направленному против Австрии и России. На риксдаге 1726—1727 гг. оказалось, что сторонники «голштинцев» находятся в меньшинстве, поскольку страхи относительно усиления королевской власти к этому времени уже исчезли. Риксдаг подтвердил присоединение Швеции к альянсу, кроме того, один из лидеров голштинской партии Мауриц Веллинк за различные упущения был приговорён к смертной казни, которая, однако, была заменена ссылкой. Седеръельм смог избежать подобной же участи лишь благодаря добровольному отказу от всех своих постов. Многие «голштинцы» получили предупреждения. Голштинская партия полностью лишилась власти.
Со смертью Екатерины I в 1727 г. герцог Голштинский утратил всяческое влияние и был вынужден летом указанного года покинуть Россию.